# Антон Чехов (теплоход, проект Q-056)
«Антон Чехов» — первый четырёхпалубный речной пассажирский теплоход проекта Q-056, построенный на верфи Österreichische Schiffswerften AG Linz Korneuburg (ÖSWAG) города  Корнойбурга в Австрии в 1978 году, флагман советского и российского речного флота. 
В 1978-2003 годах эксплуатировался Енисейским речным пароходством на Енисее на туристической линии Красноярск — Дудинка — Диксон; в настоящее время эксплуатируется Orthodox Cruise Company по Волге и Дону по маршруту Ростов-на-Дону — Москва .  Назван в честь русского писателя Антона Чехова.  Судном-близнецом является Лев Толстой.

## История судна
Контракт № 77-03/80010-111 на поставку двух судов нового проекта Q-056 в Советский Союз был заключён между австрийской верфью Österreichische Schiffswerften AG Linz Korneuburg (ÖSWAG) и выступившим в качестве заказчика Всесоюзным объединением «Судоимпорт» был подписан 30 декабря 1975 г.  в тот период «застоя», когда в страну текли рекой нефтедоллары и благодаря чему стал возможен заказ на Западе и в социалистических странах целой флотилии из сотен трёх- и четырёхпалубных теплоходов, уже начиная с 1974 года в Советский Союз стали поступать «невиданные» по размеру, своей архитектуре и самое главное — комфорту речные круизные суда и лайнеры, для работы на регулярных пассажирских линиях. Суда, построенные ранее, включая трёхпалубные проекта 586 VEB Mathias-Thesen-Werft Wismar (судоверфь ГДР) и проекта 26–37 (судоверфь ЧССР), не могли даже близко соперничать с ними. Ни ранее, ни позднее в истории России и СССР такое осуществить было невозможно.
Закладка киля была произведена 4 ноября 1976 года на судостроительном предприятии Österreichische Schiffswerften AG Linz Korneuburg (ÖSWAG) в городе Корнойбурге (Австрия). 
Спуск со стапелей на воду состоялся 17 июля 1977 года, а предварительная техническая приёмка 1 апреля 1978 года.  
Особенно сложным оказалось прохождение моста в г. Нови-Сад, Югославия. Снятия рубки, кинозала, трубы оказалось недостаточно и пришлось притопить судно, закачав более 300 тонн воды, чего также оказалось недостаточно и пришлось дополнительно перекачивать воду с кормы в нос и с носа на корму. Приёмка судна состоялась после его обратной сборки в румынском порту Галац 30 июня 1978 года, когда на корме подняли Государственный флаг СССР и этот день стал днём рождения «Антона Чехова». 
Во время следования по Волге предназначенное для работы на Енисее судно пытались перехватить и передать в Волжское речное пароходство местные руководители партии. 
Из-за своей ширины судно не могло пройти по Беломорканалу и пришлось собираться в 13 000 км путешествие вокруг Скандинавии, и если с дружественными Финляндией, Швецией и Данией никаких проблем не возникало, то местные норвежские власти в районе Скагеррака запретили проход «стратегического» судна через территориальные воды Норвегии.
Благодаря высоким мореходным качествам и классу «М» «Антон Чехов» пересёк Норвежское, Баренцево море и по Северному морскому пути через Диксон прибыл 7 сентября 1978 года в Дудинку.
9 сентября теплоход отправился в свой первый рейс по Енисею до Красноярска, где проработал до 2003 года, совершая круизы из Красноярска, где считался не только флагманом Енисейского пассажирского флота, но и самым красивым судном. 
В октябре 2003 года судно совершило переход с Енисея в Европейскую часть России. В настоящий момент совершает круизы по Волге по маршруту Москва— Углич—Ярославль—Нижний Новгород—Козьмодемьянск—Чебоксары—Казань—Самара—Саратов—Волгоград—Астрахань—Волгоград—Старочеркасская—Ростов-на-Дону. «Антон Чехов» — первый из двух теплоходов этого проекта и один из двух подобных на Волге.
Одним из капитанов теплохода был Герой Социалистического Труда Иван Марусев.

## На борту
Ресторан, бар, два салона, кинозал, сувенирный киоск и бассейн.
К услугам туристов 15 трёх, 50 двух-, 6 одноместных кают и 6 кают люкс, 7 кают полулюкс оборудованные санитарным блоком (туалет, душ, умывальник), кондиционером и электророзеткой 220 V.